# Hůrky
Hůrky é uma comuna checa localizada na região de Plzeň, distrito de Rokycany.